# Кармел (Индијана)
Кармел (енгл. Carmel) град је у америчкој савезној држави Индијана.

## Демографија
По попису из 2010. године број становника је 79.191, што је 41.458 (109,9%) становника више него 2000. године.
| Група             | 2000.          | 2010.          |
| Белци             | 34.467 (91,3%) | 66.295 (83,7%) |
| Афроамериканци    | 555 (1,5%)     | 2.354 (3,0%)   |
| Азијати           | 1.651 (4,4%)   | 7.009 (8,9%)   |
| Хиспаноамериканци | 649 (1,7%)     | 2.009 (2,5%)   |
| Укупно            | 37.733         | 79.191         |